# Пещанка
Пещанка (Песковатка) — ручей в России, протекает по Саратовской области. Устье реки находится в 171 км по правому берегу реки Терсы в районе села Песчанка. Длина реки — 23 км. Площадь водосборного бассейна — 136 км².

## Данные водного реестра
По данным государственного водного реестра России относится к Донскому бассейновому округу, водохозяйственный участок реки — Терса, речной подбассейн реки — Бассейн прит-в Дона м/д впад. прит-в Хопра и С. Донца. Речной бассейн реки — Дон (российская часть бассейна).
Код объекта в государственном водном реестре — 05010500711107000008701.